# Фолксон, Шери
Шери Фолксон (англ. Sheree Folkson, родилась 1 января 1953 года) — британский кино- и телережиссёр.

## Карьера
Некоторые из её работ на телевидении: «Американская история ужасов» , «The Bill» , «Band of Gold» , «Доктор Кто» , «Как стать рок-звездой: Руководство для молодежи», «Казанова», «Хоуп Спрингс», «Дальнобойщики», американский сериал «Дурнушка Бетти», «Страшные сказки: Город ангелов», «Бриджертоны» и «Секс/жизнь».
Работала с такими фильмами как «Цыганка» (2001), «Моя семья и другие животные» (2005) и «Ловушка для невесты» (2011) с Дэвидом Теннантом в главной роли.